# 攔手門
攔手門，天津市拳術，為中國武術流派之一。

## 源流
清朝初叶，流落天津的明将郑海宁在河东大直沽天妃宫庙传“拦路拳”，后河南人郑天兴又传“练手拳”。李金刚等人得传后，不断研习，创编出拦手拳和翻拳。传至第六代有刘长海、陈连芳等人。在操拳、拦手拳、翻拳的基础上，又创编出以猛化疾、猛进迅击的炮拳，形成了“操、拦、翻、炮”四套母拳。

## 介紹
拦手门强调功底扎实，劲力浑厚，注重功力训练，以拦为核心，手法有缠、崩、按、摇、斩、拦、戳、抱、撕等；腿法有进、撤、闪、滑、插、蹍等。打法讲求拦截接打，沾手速发，以猛化疾，猛进速击，以快制静。

## 套路
攔手門的拳法招式包含拦路拳、练手拳、拦手拳和翻拳，在操拳、拦手拳、翻拳的基础上，又创编出以猛化疾、猛进迅击的炮拳，基本功法有：童子功、凝神养气功、丹道呼吸功、抖杆子、抓坛子、拧棒子、跑板子、蹲坑子、打木桩、搓沙子、十三太保。
拦手门练习的兵械有：大枪、花枪、春秋大刀、朴刀、方便铲、棍、单刀、双刀、单剑、双剑、短棍、大小梢子、流星锤、甩头一指、十三节虎尾鞭。

## 來源
1. 1 2  .   [2022-12-21]. （原始内容存档于2022-12-21）.